# مها سعدي عاشور
مها سعدي عاشور مها سعدي عاشور هي باحثة وأستاذة جامعية جزائرية، ورائدة أعمال في الاتصالات اللاسلكية، متخصصة في فيزياء الجسيمات النظرية. حصلت على درجة الدكتوراه في الفيزياء من معهد ماساتشوستس للتكنولوجيا (MIT) عام 1991، وتمتلك خبرة تفوق 25 عامًا في قطاعات أشباه الموصلات، الاتصالات اللاسلكية، الأنظمة البصرية، الاستشعار، والدفاع. حصلت سنة 2024 على وسام العالم الجزائري في طبعته الخامسة عشرة

## المسيرة الأكاديمية، الأبحاث والابتكارات
حصلت مها عاشور على شهادة الماجستير من جامعة كاليفورنيا، ثم نالت درجة الدكتوراه في فيزياء الجسيمات النظرية. بعد مسيرتها الأكاديمية، اتجهت إلى ريادة الأعمال التكنولوجية وساهمت في تطوير تقنيات حديثة في الاتصالات، حيث:
- ابتكرت أول هوائيات باستخدام المواد الفائقة ضمن إدارتها لشركتها التصنيعية الأولى "رايس بان".
- أطلقت أول نظام بث عالي الوضوح عبر الأقمار الصناعية.
- ساهمت في تطوير نظام البث عالي الوضوح HDTV عبر الأقمار الصناعية
- نشرت أكثر من 35 بحثًا علميًا في مجالات الاتصالات والفيزياء التطبيقية.
- تمتلك أكثر من 75 براءة اختراع مُنحَت رسميًا، ولديها 150 براءة اختراع قيد المراجعة..[1]

ركزت أبحاثها على تحسين شبكات الجيل الخامس (5G) من خلال تصميم عاكسات ذكية سلبية (IRSs) لتعزيز تغطية الموجات الميليمترية، إضافةً إلى تطوير هوائيات Reflectarray التي توسّع وتوجه الشعاع الكهرومغناطيسي بكفاءة. أثبتت دراساتها فعالية هذه التقنيات كحلول منخفضة التكلفة لتحسين أداء شبكات 5G وتعزيز جودة الاتصال اللاسلكي. تشرف مها عاشور على عدة شركات تكنولوجية، منها "غلاس دايناميك"، وهي إحدى الشركات الرائدة في تقنيات الزجاج الذكي والاتصالات. 
تشرف مها عاشور على عدة شركات تكنولوجية، منها "غلاس دايناميك"، وهي إحدى الشركات الرائدة في تقنيات الزجاج الذكي والاتصالات. أسست شركة Metawave Corporation وتشغل منصب المديرة التنفيذية فيها. شاركت في تأسيس وإدارة عدة شركات تكنولوجية، مثل Polyceed-Dyenamics وRayspan.

## التكريمات والاعترافات
تعتبر مها سعدي المرأة العربية الوحيدة ضمن قائمة Forbes لأهم 50 فاعلًا عالميًا في التكنولوجيا..
* حصلت على وسام العالم الجزائري عن مجمل إنجازاتها العلمية والتكنولوجية.